# 섬북
산베이 또는 산베이(陕北)는 중국 산시성 (섬서성)의 황룽 산맥과 자오링 산맥(이른바 "관중 (지명) 북부 산맥") 북쪽 지역으로, 지리적, 문화적 영역 모두를 아우른다. 이 지역은 오르도스 분지의 남동부를 이루며 황투고원의 북부를 형성한다. 이 지역에는 두 개의 지급시가 포함된다. 북부를 가로지르는 명나라 만리장성으로 유명한 위린과 중국 공산 혁명의 발상지로 알려진 옌안시이다.

## 지리

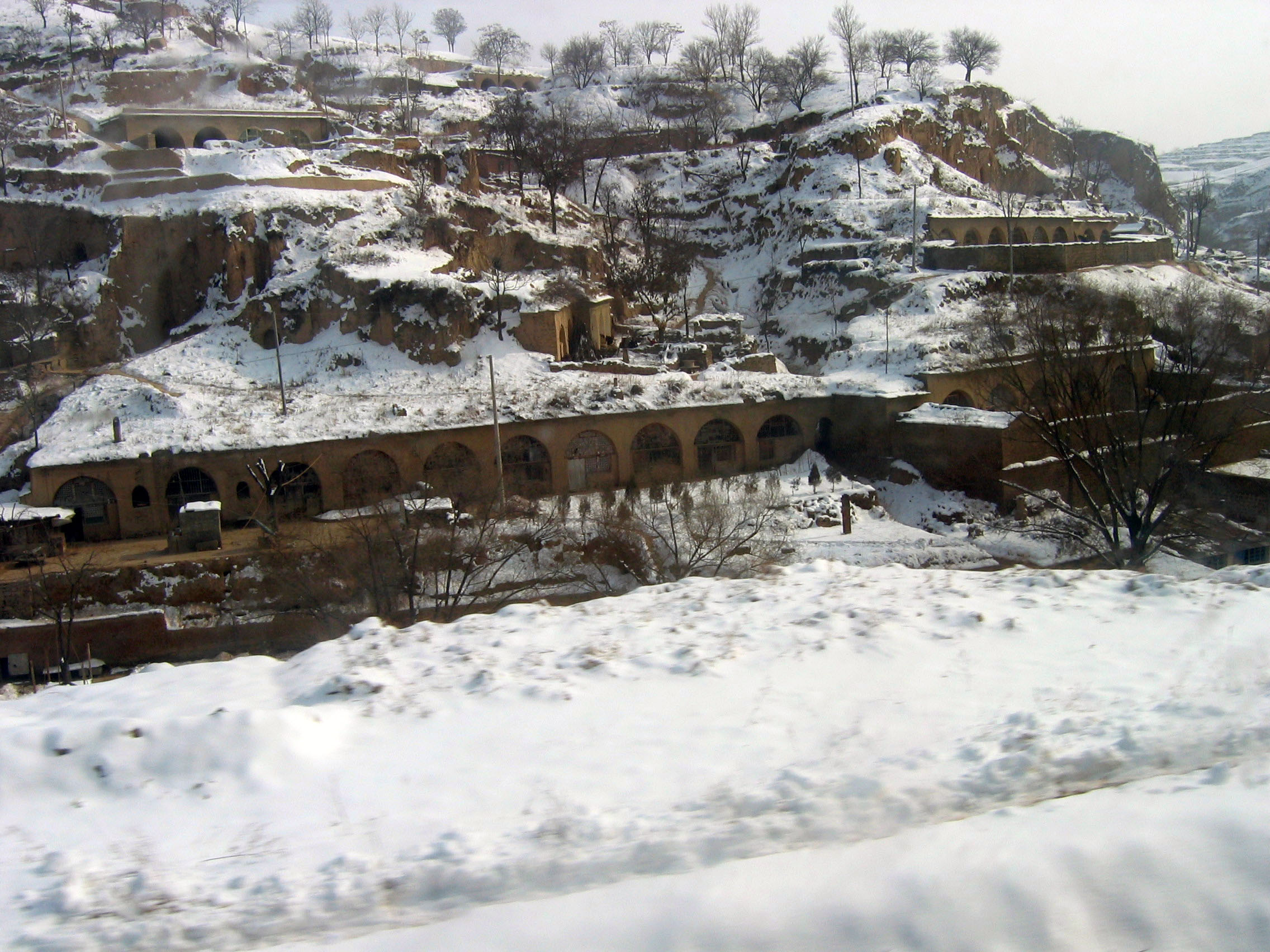
황투고원에 흔히 볼 수 있는 전통적인 동굴 가옥인 요동 (집)의 모습이 보이는 칭젠현

산시성 북부를 지칭하는 산베이에는 위린과 옌안시의 지급시들이 포함된다.(p. 39) 이 지역의 자연지리학은 주로 황투고원의 존재로 특징지어진다.(p. 39) 산베이는 황투고원의 북쪽 가장자리에 위치하며, 일반적인 고도는 800–1,300 미터 (2,600–4,300 ft) 범위로, 산시성 전체 면적의 약 45%를 차지한다. 고도는 북서에서 남동으로 갈수록 증가하는 경향이 있다. 북부 지역은 오르도스 사막으로 이어지며, 남부 지역은 언덕으로 경사져 있다. 산시성에 위치한 관중 (지명) 지역은 산베이의 남쪽에 위치한다.

## 문화
산베이 문화에는 Northern Shaanxi folk singing, 요고, 전지, 그리고 "농민화"로 알려진 독특한 회화 형태와 같은 여러 독특한 예술 형태를 포함한다. 전통 중국 연극, 그림자 인형극, 양거 춤 단체, 전통적인 이야기꾼을 포함한 다른 형태의 중국 예술도 산베이에 존재한다.(p. 276) 역사적으로 산베이의 문화 활동은 전문 공연단과 아마추어 단체 모두에 의해 조직되었으며(pp. 274–276) 일반적으로 지위에 관계없이 모든 관객을 위해 공연되었다.(pp. 274–275)
산베이의 지배적인 언어는 진어이며, 남부 지역은 관중 방언으로의 전환 지대이다.

### 역사적 발전
산간닝 변경구 시대에 중국의 저명한 지식인들 중 다수는 일본의 중국 침략을 피해 산베이 지역으로 이주했다.(p. 270) 그곳에서 중국공산당은 그들의 노력을 지원하기 위해 그 지역의 농촌 문화에 몰두하도록 장려했다.(p. 271) 중국 전역의 유명한 민속 예술가들도 수도인 옌안시와 변경구의 다른 지역으로 초청되어 다른 예술가들과 이 지역으로 피난 온 도시 지식인들과 교류했다.(p. 274) 공산당은 당시 이 지역의 민속 예술에 대해 복합적인 시각을 가지고 있었다. 그것은 이 지역 농촌 농민들의 문화적 표현으로 기능했지만, 근대 이전의 유교적 관점을 통해 이루어졌으며, 종종 부유한 지주들의 후원에 의존했다.(p. 277) 1940년대 초까지 일부 민속 예술가들은 전통 양거 춤과 같은 특정 민속 예술을 대중이 더 쉽게 접근할 수 있도록 하는 조치를 취했다.(pp. 287–288) 1940년대 중반까지 일부 전통 공연 예술은 명시적인 친공산주의 정치적 메시지를 포함하기 시작했다.(p. 279)

### 공연 예술

#### 산베이 민요
산베이의 민요 스타일은 중국 전역의 다른 유형의 민요와는 다르며, 1984년 영화 황토지와 같은 여러 미디어 묘사를 통해 명성을 얻었다. 이 노래들은 일반적으로 가난과 중매 결혼과 같은 농촌 생활의 어려움에 관한 것이다. 이 민요들 중 많은 곡들은 수백 년 된 것으로, 대대로 전해져 내려온다.

#### 요고

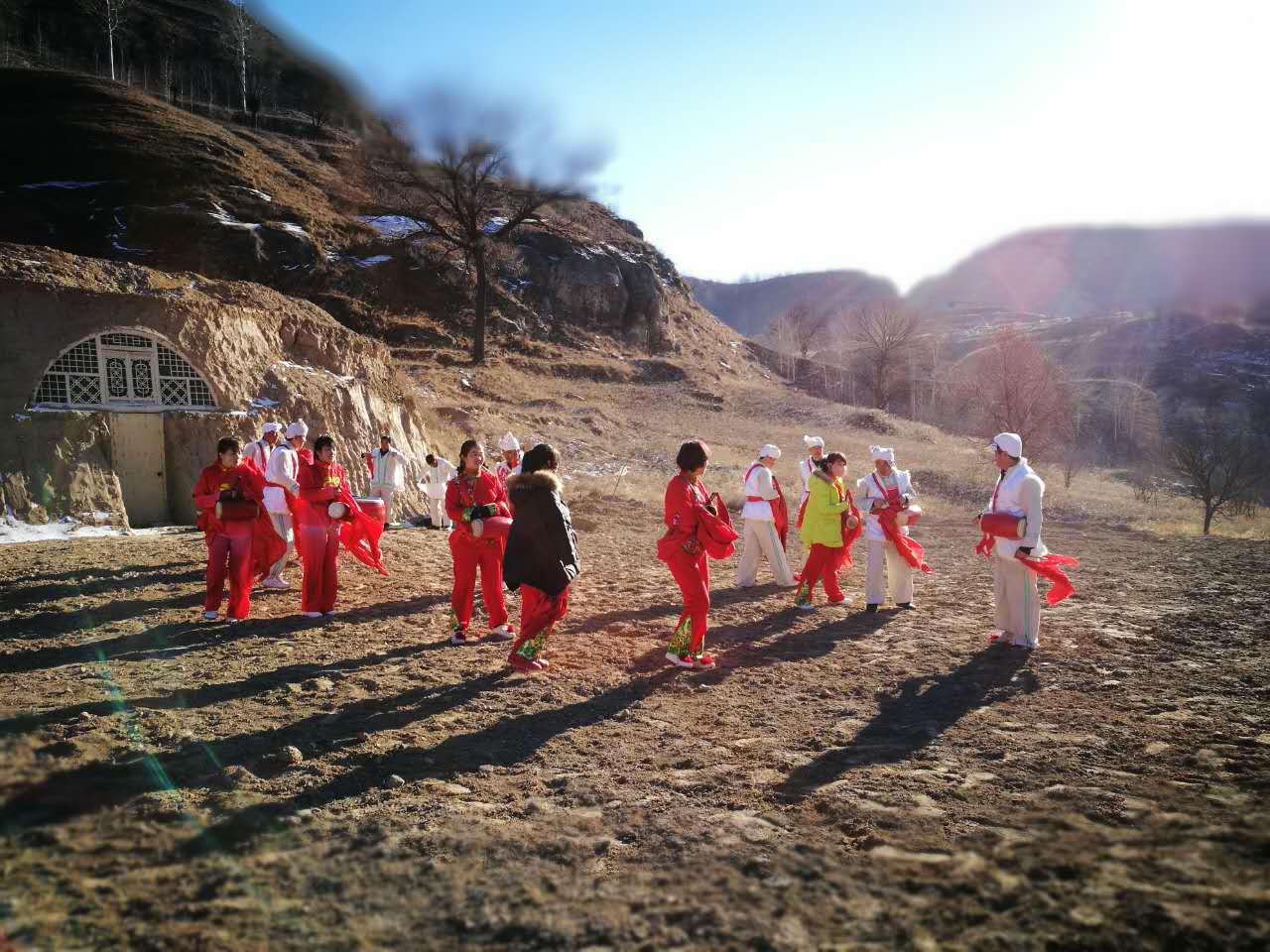
안싸이구의 전통 요고 무용수들

산베이의 일부 축제에는 무용수들이 허리에 작은 북을 매달고 춤을 추는 안싸이 요고(腰鼓)와 함께한다. 이 전통은 영화 황토지를 통해 전국적인 명성을 얻었는데, 이 영화에는 이 지역 출신의 실제 북 연주자 150명 이상이 등장하는 장면이 포함되어 있다.

#### 오페라
산시성 고유의 진강 오페라는 이 지역에서 인기가 있다.(p. 54)(pp. 278–279) 진강 오페라는 역사적으로 주로 전문 극단에 의해 공연되었지만, 이에 전념하는 일부 준전문 극단도 존재했다.(pp. 278–279) 산시 오페라도 이 지역 전역에서 인기가 있는데, 이는 이웃한 산시성 (산서성)(산베이가 위치한 산시성(섬서성)과 혼동하지 말 것)과 가깝기 때문이다.(p. 54)

#### 도교 그림자 인형극
도교 그림자 인형극은 산베이 고유의 지역 그림자 인형극이다.(p. 279) 19세기 이 지역에서 등장했으며, 역사적으로는 작고 아마추어이며 비조직적인 극단에 의해 공연되었다.(p. 279) 그러나 1930년대 후반부터 전문 도교 그림자 인형극단의 기록이 있었고, 1940년대에는 활동가들이 도교 그림자 인형극단을 위한 공식 조직을 형성하기 시작했다.(p. 279)

#### 양거 춤
음악과 짧은 스케치가 가끔 동반되는 전통 의상 춤인 양거는 전통적으로 산시성에서 춘절 이후의 축하 행사로 사용되어 왔다.(p. 280) 양거는 산시성 내에서도 지역마다 매우 다양하다.(p. 280)

### 시각 예술

#### 전지
전지는 산베이 지역의 또 다른 전통 예술 형태로, 여러 가지 다른 목적을 위해 사용된다. 중요한 축제 기간 동안 환경을 아름답게 하는 것 외에도, 전지 예술은 결혼식에서 사랑과 다산을 상징하고, 다양한 종교 인물에게 존경을 표하는 데 사용되거나, 자수에 통합되거나, 단순히 장난감으로 사용될 수 있다.

#### 농민화
산베이 농민화는 왕조 시대부터 회화가 장려되면서 수백 년 된 전통이다. 이 유형의 그림은 종종 밝은 색상과 동물 묘사를 특징으로 한다. 농민화의 주요 특징은 지역 특유의 주제를 다루고, 특정 규칙을 고수하기보다 표현에 중점을 두며, 두꺼운 윤곽선을 사용하고, 예술적 구상을 사용하며, 상징주의를 많이 사용하고, 밝은 색상을 사용한다는 점이다.

### 종교

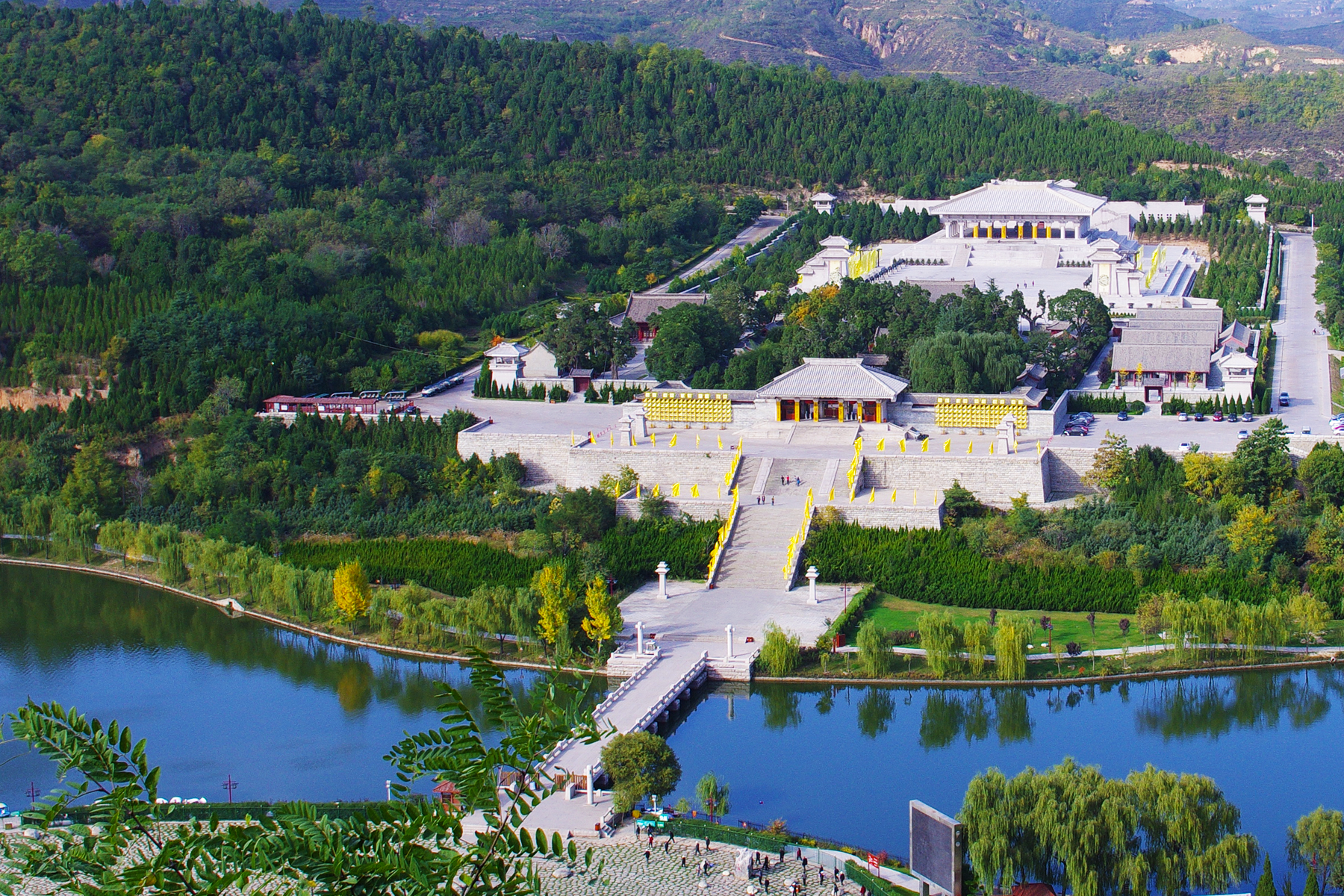
황링현에 있는 황제릉의 쉬안위안 사원

산베이의 전통 종교는 20세기 내내 크게 쇠퇴했다.(pp. 40–41) 중화민국 초기 5·4 운동 기간 중 일부 인사들은 사원을 파괴하고, 사원을 학교로 바꾸었으며, 전통 샤먼을 비난했다.(p. 40) 1910년대와 1920년대의 군벌 시대 동안 일부 지역 군벌들은 사원을 파괴하거나, 병사들을 위한 막사로 바꾸기도 했다.(p. 40) 그 후 1930년대에 국민당이 이 지역을 확고히 통제하면서 전통 종교는 계속해서 억압을 받았다.(pp. 40–41) 국민당과 공산당 간의 지역 분쟁은 이 지역에서 종교 순례에 위험한 조건을 초래했고, 지역 사원에 더 많은 손상과 파괴를 야기했다.(p. 41) 공산당의 산간닝 변경구 하에서, 공산당 세력은 지역 샤먼과 영매를 무력화시키기 위해 집중적인 노력을 기울였는데, 이는 그들이 낙후되고 봉건적이라고 비난했기 때문이다.(p. 41) 조직화된 종교는 1950년대에 공산당의 확고한 통제가 평화와 경제 회복을 가져오면서 부활했다.(pp. 41–42) 이 시기 동안 전통 종교 지도자들은 재산의 대부분이 재분배되었지만, 일반 농민들이 이를 받았고, 상당한 자원을 사용하여 포괄적인 종교 활동을 장려하고 이전에 손상되거나 파괴된 종교 유적지를 재건했다.(pp. 41–42) 종교 활동은 1960년대 중반부터 경미한 억압 기간을 겪었고, 이후 문화대혁명 동안에는 강화된 억압 기간을 겪었다.(pp. 42–43) 조직화된 종교는 1970년대 후반에 어둠 속에서 벗어나기 시작했으며, 1980년대와 1990년대에 부흥을 겪었다.(p. 43) 21세기에는 특정 종교 단체를 지원하는 정부 기관이 등장했지만, 해당 단체는 정부에 일정 수준의 정치적 및 재정적 지원을 제공해야 한다.(p. 44)
산베이 내의 중국의 민간신앙 종교들 사이에는 많은 다양성이 있지만, 신앙인들 사이에서는 일반적으로 신들의 존재를 받아들이고 있으며, 그러한 신들을 숭배해야 하고, 개인이 그들에게 도움을 청할 수 있으며, 그들이 사람들을 도울 수 있다는 믿음도 마찬가지로 받아들여진다.(pp. 68–69)
산베이의 주요 종교 유적지로는 Baiyunshan Temples, 옌안의 태화산(중국어: 太和山), 쑤이더현의 허룽산(중국어: 合龙山) 등이 있다.(p. 45)
지역 중국의 민간신앙 신봉자들 사이에서 인기 있는 전통 신으로는 진무조사(중국어: 真武祖师)와 관우가 있다.(p. 45)
산베이의 주요 축제로는 춘절과 다양한 지역 숭배 신들의 탄생일이 있다.(p. 51) 이러한 축제는 일반적으로 지역 사원 협회에 의해 조직된다.(p. 51)

## 같이 보기
- 산난, 성의 남부를 가리킨다.
- 헤이룽다왕 사원